# Delmenhorst
Delmenhorst és una ciutat de la Baixa Saxònia, Alemanya. Es troba a les ribes del riu Delme, a 35 km de la ciutat de Bremen. El 2010 tenia 74.361 habitants.

## Història
La ciutat de Delmenhorst és esmentada per primer cop en una carta datada l'any 1254, després que el comte d'Oldenburg, Otó I, va comprar el lloc prop del riu Delme en 1234. Al voltant del 1247 s'hi va establir un castell per protegir l'assentament. Otó II, va fer d'aquest castell la seva residència habitual. El 15 de juliol de 1371, en virtut de la llei de Bremen, Delmenhorst va ser declarada una ciutat independent.

## Ciutats agermanades
La ciutat manté una relació d'agermanament amb les següents ciutats:
- Allones (França)
- Borissoglebsk (Rússia)
- Eberswalde, (Alemanya)
- Kolding, (Dinamarca)
- Lublin (Polònia)